# Olof Johan Södermark

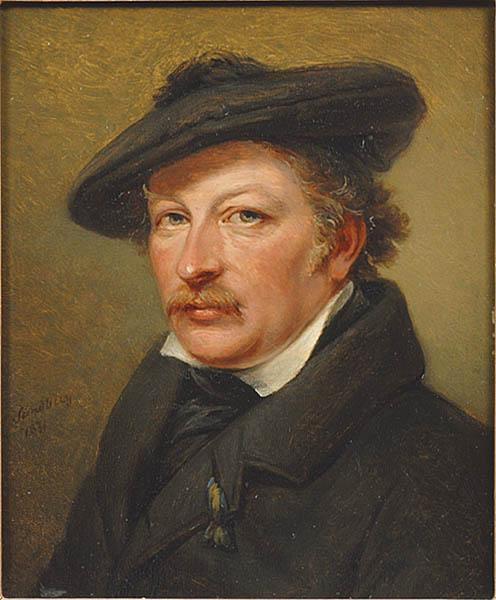
Porträt Olof Johan Södermark von Johan Gustaf Sandberg (1831)

Olof Johan Södermark (* 17. Mai 1790 in Landskrona; † 15. Oktober 1848 in Stockholm) war ein schwedischer Oberstleutnant der Armee, Maler, Grafiker und Bildhauer.

## Leben
Er war verheiratet mit Maria Charlotte Hazelius. Nach seiner Teilnahme als Stabsoffizier der schwedischen Armee im Norwegischen Krieg 1814 konnte er sich in den Folgejahren seinen künstlerischen Aktivitäten widmen. In den 1820er-Jahren verbrachte er unter anderem einige Zeit in der Villa Malta in Rom, von 1825 bis 1827 im Besitz des mit ihm befreundeten schwedischen Bildhauers Johan Niklas Byström.
Södermark ist hauptsächlich als Porträtmaler bekannt. Er war seit 1817 mit Maria Charlotta (geborene Hazelius) verheiratet. Ihr gemeinsamer Sohn war der Porträtmaler Per Södermark.

## Werke (Auswahl)
- 1830: Bernhard von Beskow (1796–1868), Öl auf Leinwand.
- 1833: Königin Josefina als Kronprinzessin, Öl auf Leinwand, 140 × 119 cm, Königsschloss Stockholm
- 1835: Karoline Bygler, Modell des Bildhauers Johan Niklas Byström, Nationalmuseum Stockholm
- 1840: Stendhal, Öl auf Leinwand, 58 × 71 cm, Schloss von Versailles.
- 1843: Jöns Jakob Berzelius, Öl auf Leinwand
- 1843: Jakob August Hartmansdorff (1792–1856)
- vor 1848: Lord Benjamin Bloomfield (1768–1846)
- ??: Recha Michaelson, Öl auf Leinwand, 72 × 61 cm
- ??: Junge Römerin mit Fruchtschale, Öl auf Holz, Oval 62 × 48 cm
- ??: Italiener, Öl auf Leinwand auf Leinwand aufgezogen, 62,5 × 50 cm
- ??: Königin Josephine von Schweden und Norwegen, Öl auf Leinwand, 74 × 86 cm
- ??: Freifrau Emerantia Adelswärd, Öl auf Leinwand
- ??: Carl August Nicander.